# Srby (district de Plzeň-Sud)
Pour les articles homonymes, voir Srby.
Srby (en allemand : Sirb) est une commune du district de Plzeň-Sud, dans la région de Plzeň, en République tchèque. Sa population s'élevait à 174 habitants en 2022.

## Géographie
Srby est arrosée par la rivière Úslava et se trouve à 4 km au nord-nord-est de Nepomuk, à 30 km au sud-est de Plzeň et à 87 km au sud-ouest de Prague.
La commune est limitée par Ždírec et Louňová au nord, par Sedliště et Vrčeň à l'est, par Klášter au sud et par Měcholupy à l'ouest.

## Histoire
La première mention écrite de la localité date de 1558.

## Transports
Par la route, Srby se trouve à 9 km de Blovice, à 35 km de Plzeň et à 101 km de Prague.